# انئیدس
این مقاله برای متحدان اسطوره ای آئنیاس است. برای داستان نوشته شده در مورد آنها توسط ویرژیل، به انئید مراجعه کنید.

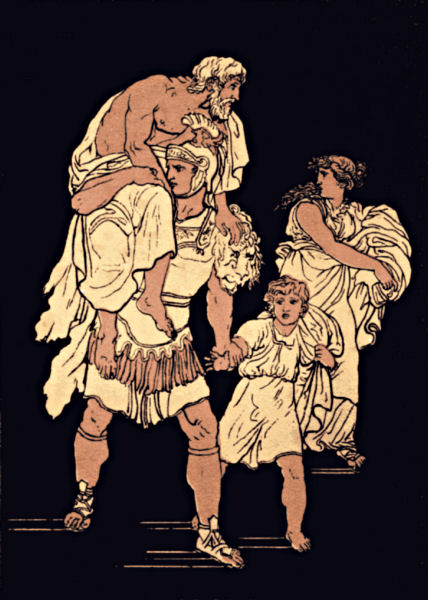
آئنیاس به همراه پدرش آنخیسس و آسکانیوس و همسرش کرئوسا در حال فرار از تروآ

انئیدس (یونانی باستان: Αἰνειάδαι) نام پدری دیگری از آئنیاس بود که توسط گایوس والریوس فلاکوس برای ساکنان سیزیک به کار می‌رود. که اعتقاد بر این بود که شهرش سیزیک، توسط سیزیکوس، پسر آینئوس و آئنته تأسیس شده‌است.
انئیدس (یونانی باستان: Αἰνειάδης) یک پدرنامی از آئنیاس بود و به عنوان نام خانوادگی برای کسانی که گمان می‌رفت از نسل او هستند، مانند آسکانیوس، آگوستوس و رومی‌ها به‌طور کلی به کار می‌رفت. کاسیوس دیو در اثر تاریخی خود از کتاب‌های سیبلیایی نقل‌قول می‌کند که در آن خاندان یولی به آئنیاس بازمی‌گردد و بر این اساس نام‌گذاری شده‌است. امپراتور روم نرون به عنوان آخرین نواده در اینجا ظاهر می‌شود.
انئیدس یا انئیدها در اسطوره‌شناسی روم، دوستان، خانواده و همراهان آئنیاس بودند که با آنها از تروآ (شهر) پس از جنگ تروآ (جنگ تروجان) فرار کردند.

## همراهان آئنیاس
- آخاتس (انه‌اید)، «دوست وفادار» آئنیاس است. آخاتس در تمام ماجراجویی‌ها آئنیاس را همراهی می‌کند، زمانی که این جفت در حال جستجوی منطقه بودند، با لباس مبدل به کارتاژ رسید و آئنیاس را به پیشگوی کومای هدایت کرد. ویرژیل او را به‌خاطر وفاداری‌اش، و نوعی همیشگی از آن فضیلت، برجسته نشان می‌دهد. با این حال، علیرغم اینکه مهم‌ترین انه‌ایداس است، به دلیل عدم توسعه شخصیت قابل توجه است. در واقع او در کل حماسه تنها چهار خط گفتاری دارد.[۵]
- آکمون، پسر فرمانروای بادها[۶]
- آنخیسس، پدر آئنیاس، هنگامی که زئوس متوجه شد که آنخیسس پدر آئنیاس است، صاعقه ای به سوی او پرتاب کرد. اگر مادر او آفرودیت مداخله نمی‌کرد و صاعقه را به سمت پاهای او منحرف نمی‌کرد، آنخیسس کشته می‌شد. با این حال، شوک صاعقه آنخیسس را چنان ضعیف کرد که دیگر نتوانست راه برود.[۷]
- کرئوسا، همسر آئنیاس و مادر اسکانیوس
- آسکانیوس (یولوس هم نامیده می‌شود)، پسر آئنیاس
- یاپیکس، ویرژیل در انه‌اید (جلد ۱۲: ۳۹۱–۴۰۲) به شفادهندگی او برای آئنیاس در جنگ تروآ اشاره می‌کند.
- لارس، آئنیاس مجسمه‌های لارس و دی پناتس، مجسمه‌های خدایان خانواده تروآ را با خود حمل کرد و به ایتالیا برد.
- دی پناتس
- نیسوس و اریالوس,قهرمانان قسمت کلاه ایمنی در کتاب نهم.[۸]
- میماس
- میسنوس, شیپورساز ائنیاس[۹]
- منستئوس, احتمالاً ارشدترین فرمانده ائنیاس
- سرگستوس دوست آئنیاس بود. او جد خاندان سرگیا، یک خاندان معروف پاتریسی شد.
- هخامنشی (اسطوره), در اسطوره‌های یونانی و رومی، پسر آداماستوس از ایتاکا بود او یکی از اودیسئوس، خدمه ای که ائنیاس در سیسیل او را همراه کرد (از آنجائیکه او اهل تروآ نبود و از اهالی یونان بود، به‌طور دقیق یک انه‌ایداس نبود.[۱۰][۱۱]

داستان تولد آئنیاس در سرود هومری به آفرودیت گفته می‌شود. این سرود چگونگی تأثیر آفرودیت بر روابط عشقی خدایان را بازگو می‌کند. حتی زئوس قدرتمند نیز از قدرت‌های آفرودیت در امان نبود، زیرا روابط عاشقانه زیادی با زنان فانی داشت. زئوس تصمیم گرفت به آفرودیت طعم داروی خود را بچشد و آفرودیت را عاشق مردی فانی کرد و او را به عنوان یک خدا در نظر او نشان داد.
زئوس اشتیاق انکیسس را در دل او نهاد و به محض اینکه او را در حال مراقبت از گاوهایش دید، شور و اشتیاق قلب او را فرا گرفت. او به معبد خود در پافوس در قبرس رفت و در آنجا مسح شد و آماده شد. هنگامی که به کوه آیدا رسید، Anchises را یافت که فوراً از او ترسیده بود. او پرسید که آیا او یک الهه است یا یک پوره. آفرودیت دروغ گفت و ادعا کرد که او یک فانی است و هرمس به او گفته‌است که همسر قانونی آنکیسس خواهد بود.
Anchises و Aphrodite با هم خوابیدند، و صبح، او شکل واقعی خود را برای او آشکار کرد. Anchises وحشت کرد و متوجه شد که او با یک الهه دراز کشیده‌است. با این حال، آفرودیت به او اطمینان داد و به او گفت که نیازی به ترس نیست.
نه از من و نه از سعادتمندان دیگر آسیبی نخواهی دید،
زیرا خدایان تو را دوست دارند.
شما پسر عزیزی خواهید داشت
که در میان تروجان‌ها حکومت خواهد کرد
و فرزندان او برای همیشه به دنیا خواهند آمد
.
آئنیاس نام او خواهد بود. (سرودهای هومری: سرود آفرودیت، ۱۹۴–۱۹۷)
زهره خمیده
زهره خمیده
کارول راداتو (CC BY-SA)
آفرودیت به Anchises گفت که پوره‌های کوهستانی پسرشان را بزرگ می‌کنند و زمانی که او به سن معینی رسید او را نزد پدرش می‌آوردند که قرار بود به مردم بگوید مادر پسرش یک پوره است. او به او هشدار داد که اگر او حقیقت را در مورد اصل و نسب پسرشان بگوید، زئوس خشمگین صاعقه ای به سوی او پرتاب خواهد کرد.
همان‌طور که آفرودیت پیش‌بینی کرد، هنگامی که زئوس متوجه شد که آنکیسس پدر آئنیاس است، صاعقه ای به سوی او پرتاب کرد. اگر آفرودیت مداخله نمی‌کرد و صاعقه را به سمت پاهای او منحرف نمی‌کرد، آنچیس می‌مرد. با این حال، شوک اعتصاب آنچیس را چنان ضعیف کرد که دیگر نتوانست راه برود.